# 쇄양
쇄양(鎖陽, 학명: Cynomorium coccineum 키노모리움 코키네움[*])은 범의귀목의 단형 과인 쇄양과(鎖陽科, 학명: Cynomoriaceae 키노모리아케아이[*])의 단형 속인 쇄양속(鎖陽屬, 학명: Cynomorium 키노모리움[*])에 속하는 유일한 종이다. 자생지는 냉, 온대, 아열대 지역과 지중해 등이다.
쇄양의 줄기는 강장과 변비 치료에 약재로 쓴다.
2개 아종 중 Cynomorium coccineum var. coccineum은 지중해 지역에, 한의학, 중의학 등에서 "쇄양(鎖陽)"으로 부르는 Cynomorium coccineum var. songaricum은 중앙아시아, 몽골, 중국에 분포한다.

## 종내 분류군
- 신강쇄양(C. c. subsp. songaricum (Rupr.) J.Léonard)